# Babingtonit
Babingtonit ist ein eher selten vorkommendes Mineral aus der Mineralklasse der „Silikate und Germanate“. Es kristallisiert im triklinen Kristallsystem mit der idealisierten chemischen Zusammensetzung Ca2Fe2+Fe3+[Si5O14OH], ist also ein Calcium-Eisen-Silikat mit zusätzlichen Hydroxidionen. Strukturell zählt Babingtonit zu den Ketten- und Bandsilikaten.
Da Babingtonit mit Manganbabingtonit (Ca2Mn2+Fe3+[Si5O14OH]) eine Mischkristallreihe bildet, wird die Formel für den eisenreichen Babingtonit gelegentlich auch mit Ca2(Fe2+,Mn)Fe3+[Si5O14OH] angegeben. Die in den runden Klammern angegebenen Elemente zweiwertiges Eisen und Mangan können sich dabei in der Formel jeweils gegenseitig vertreten (Substitution, Diadochie), stehen jedoch immer im selben Mengenverhältnis zu den anderen Bestandteilen des Minerals.
Babingtonit entwickelt meist tafelige bis kurzsäulige Kristalle oder radialstrahlige Mineral-Aggregate von brauner bis schwarzer Farbe bei grünlichgrauer Strichfarbe. Die Oberflächen der undurchsichtigen bis schwach durchscheinenden Kristalle weisen einen glasähnlichen Glanz auf. Mit einer Mohshärte von 5,5 bis 6 gehört Babingtonit zu den mittelharten Mineralen, die sich ähnlich wie das Referenzmineral Orthoklas (6) mit einer Stahlfeile ritzen lassen.

## Etymologie und Geschichte
Erstmals entdeckt wurde Babingtonit in der Umgebung von Arendal in der norwegischen Fylke Aust-Agder und beschrieben 1824 durch Armand Lévy, der das Mineral nach dem britischen Mediziner und Mineralogen William Babington benannte.

## Klassifikation
In der veralteten 8. Auflage der Mineralsystematik nach Strunz gehörte der Babingtonit zur Mineralklasse der „Silikate“ und dort zur Abteilung „Kettensilikate und Bandsilikate (Inosilikate)“, wo er gemeinsam mit Manganbabingtonit und Rhodonit sowie im Anhang mit Inesit in der „Rhodonit-Reihe“ mit der Systemnummer VIII/D.13 steht.
In der zuletzt 2018 überarbeiteten Lapis-Systematik nach Stefan Weiß, die formal auf der alten Systematik von Karl Hugo Strunz in der 8. Auflage basiert, erhielt das Mineral die System- und Mineralnummer VIII/F.27-020. Dies entspricht der Klasse der „Silikate“ und dort der Abteilung „Ketten- und Bandsilikate“, wo Babingtonit zusammen mit Ferrorhodonit, Fowlerit, Inesit, Lithiomarsturit, Manganbabingtonit, Marsturit, Nambulit, Natronambulit, Rhodonit, Santaclarait und Scandiobabingtonit die Gruppe der „Fünferketten [Si5O15]10−“ mit der Systemnummer VIII/F.27 bildet.
Die von der International Mineralogical Association (IMA) zuletzt 2009 aktualisierte 9. Auflage der Strunz’schen Mineralsystematik ordnet den Babingtonit in die Klasse der „Silikate und Germanate“ und dort in die Abteilung „Ketten- und Bandsilikate (Inosilikate)“ ein. Hier ist das Mineral in der Unterabteilung „Ketten- und Bandsilikate mit 5-periodischen Einfachketten, Si5O15“ zu finden, wo es zusammen mit Fowlerit, Lithiomarsturit, Manganbabingtonit, Marsturit, Nambulit, Natronambulit, Rhodonit und Scandiobabingtonit die „Rhodonitgruppe“ mit der Systemnummer 9.DK.05 bildet.
In der vorwiegend im englischen Sprachraum gebräuchlichen Systematik der Minerale nach Dana hat Babingtonit die System- und Mineralnummer 65.04.01.02. Das entspricht der Klasse der „Silikate“ und dort der Abteilung „Kettensilikatminerale“. Hier findet er sich innerhalb der Unterabteilung „Kettensilikate: Einfache unverzweigte Ketten, W=1 mit Ketten P=5“ in der „Rhodonitgruppe“, in der auch Rhodonit, Manganbabingtonit, Nambulit, Natronambulit, Marsturit, Lithiomarsturit und Scandiobabingtonit eingeordnet sind.

## Kristallstruktur
Babingtonit kristallisiert triklin in der Raumgruppe P1 (Raumgruppen-Nr. 2) mit den Gitterparametern a = 7,469 Å, b = 12,161 Å, c = 6,675 Å, α = 86,09°, β = 93,94° und γ = 112,21° sowie zwei Formeleinheiten pro Elementarzelle.

## Eigenschaften
Vor dem Lötrohr schmilzt Babingtonit leicht zu einer magnetischen Perle.

## Bildung und Fundorte

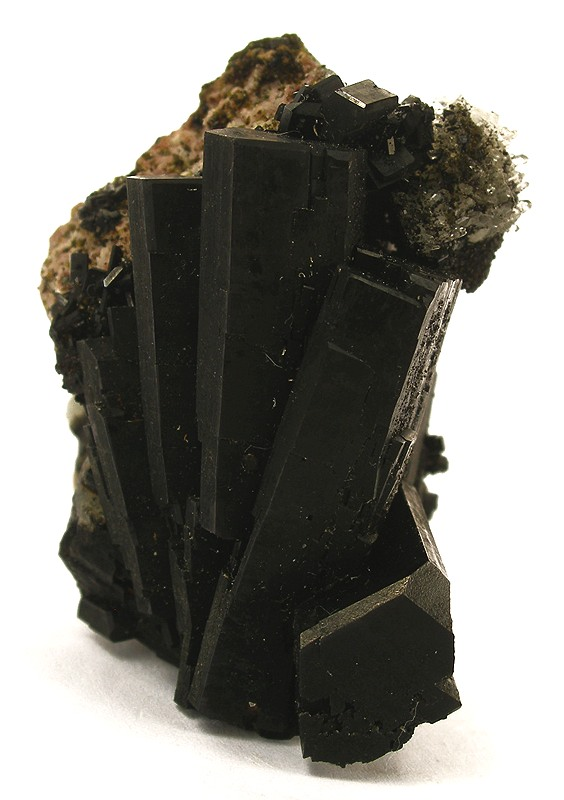
Säuliger Babingtonit aus dem Steinbruch Hongquizhen, Meigu, Sichuan, China (Größe: 5,4 cm × 4,6 cm × 3,6 cm)

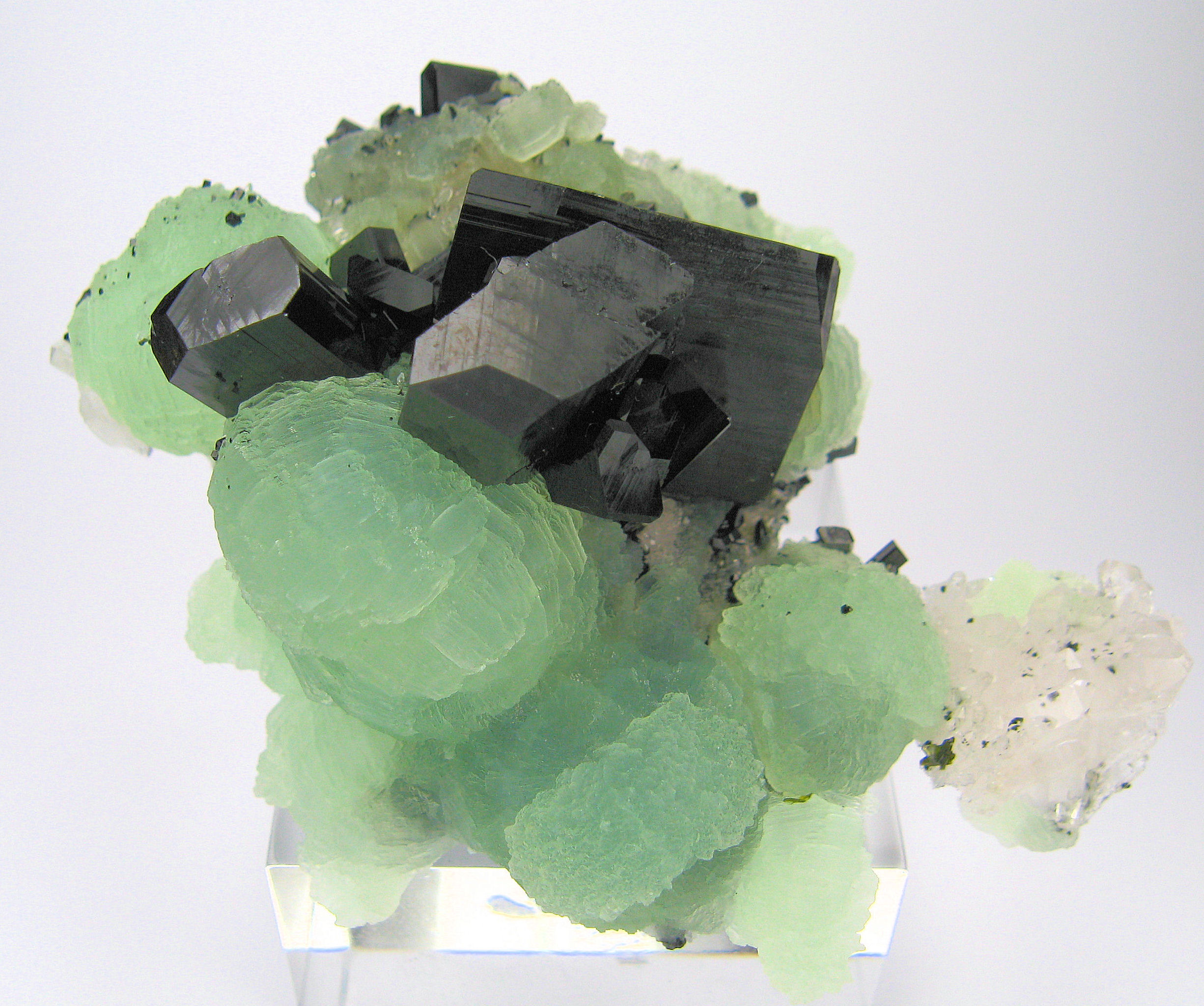
Babingtonit (schwarz) auf Prehnit (grün) aus Qiaojia, Yunnan, China (Größe: 71 mm × 55 mm)

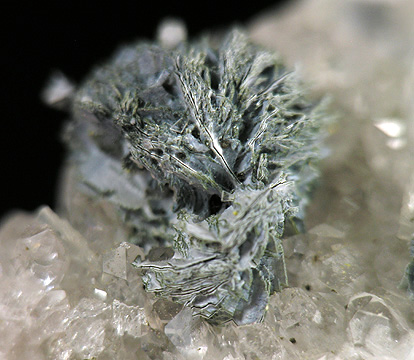
Verwitterter, blaugrauer Babingtonit aus dem Steinbruch Prospect Park (New Jersey), USA (Gesamtgröße der Probe: 4,7 cm × 3,6 cm × 1,6 cm)

Babingtonit bildet sich hydrothermal granitischen Pegmatiten und Dioriten, aber auch in Hohlräumen mafischer Vulkangesteine, Gneise und Skarne. Er findet sich häufig in Paragenese mit Prehnit, kommt aber auch mit Albit, Calcit, Epidot, Hornblende, Orthoklas, Quarz sowie verschiedenen Granaten und Zeolithen vergesellschaftet vor.
Als eher seltene Mineralbildung kann Babingtonit an verschiedenen Fundorten zum Teil zwar reichlich vorhanden sein, insgesamt ist er aber wenig verbreitet. Als bekannt gelten bisher (Stand 2013) rund 160 Fundorte. Neben seiner Typlokalität Arendal trat das Mineral in Norwegen noch bei Konnerud (Kommune Drammen) in Buskerud, bei Sølsnes, Tafjord und Stranda in Møre og Romsdal, Tiltvika (Kommune Hamarøy) in Nordland, Framruste (Kommune Skjåk) in Oppland, Fjaler in Sogn og Fjordane, Oppdal in Sør-Trøndelag, Kragerø in Telemark und Ramnes (Kommune Re) in Vestfold auf.
In Deutschland konnte Babintonit bisher am Steinbruch „Artenberg“ bei Steinach (Ortenaukreis) und bei Malsburg-Marzell in Baden-Württemberg, in den Granodiorit-Steinbrüchen bei Stützersdorf (Tittling) in Bayern, bei Niederscheld und Bornberg Seelbach (Herborn) in Hessen, im Andesit-Steinbruch bei Kreimbach-Kaulbach in Rheinland-Pfalz und im Steinbruch Nesselgrund bei Schnellbach (Floh-Seligenthal) in Thüringen gefunden werden.
In Österreich fand man das Mineral unter anderem im Seebachtal in der Ankogelgruppe und am Großen Speikkogel in der Koralpe in Kärnten sowie am Krummer See bei St. Leonhard im Pitztal in Tirol.
Der bisher einzige bekannte Fundort in der Schweiz ist ein Gneis-Steinbruch in der Gemeinde Arvigo im Kanton Graubünden.
Weitere Fundorte liegen unter anderem in der Antarktis, Australien, China, Kanada, Kolumbien, Tschechien, Frankreich, Island, Indien, Italien, Japan, Namibia, Neuseeland, Polen, Rumänien, Russland, Schweden, Spanien, der Ukraine und den Vereinigten Staaten von Amerika (USA).